# José Leandro Oviedo
José Leandro Oviedo, ein Distrikt im Departamento Itapúa von Paraguay, wurde am 4. Dezember 1974 gegründet. Der Distrikt hat etwa 300 Einwohner und wird umgeben von den Nachbardistrikten General Artigas, San Pedro del Paraná und dem Departamento Caazapá.